# Pygmodeon boreale
Pygmodeon boreale là một loài bọ cánh cứng trong họ Cerambycidae.